# Херој (филм из 1992)
Херој (енгл. Hero) је филмска драма из 1992. године.

## Радња
Главни лик филма, Бернард ЛаПлант, је ситни лопов који упада у низ невоља: разводи се, бивша жена му одузима право да виђа сина, остаје без посла, ускоро ће бити затворен. На путу ка синовљевом рођендану, током јаке грмљавине, авион се сруши испред њега. Након што је изашао из свог аутомобила, Берни покушава да отвори врата авиона споља, а када се она отворе, оборен је. Прекривен блатом, покушава да изађе из воде када примети да недостаје једна од нових ципела од 100 долара које је оставио на сувом. Док Берни покушава да пронађе своју ципелу, дечак му притрчава и моли да помогне његовом оцу, по имену Флечер, који се онесвестио и не може да изађе из запаљеног авиона. Пробијајући се кроз авион, изводи још два мушкарца и једну жену, успут јој укравши торбицу. Не проналазећи Флечера, приморан је да напусти авион, који је скоро одмах потом експлодирао. На повратку кући од бивше супруге, која није хтела да га саслуша и чак му није дала да разговара са сином, Бернијев ауто стаје и он пристаје да одвезе свог бескућника, о коме Берни детаљно прича. пада авиона и жали се да је све покварио - није отишао у биоскоп са сином, након чега му даје преосталу ципелу.
Када њене колеге дођу код Гејл Гејли, репортерке Канала 4 која је такође летела овим летом (управо њу је Берни извадио из авиона, а украо је њену торбицу са новинарском наградом), долазе њене колеге, сазнаје она. да њу и остале није спасио спасилац, а не неко од оних који су летели у авиону; она одлучује да пронађе овог хероја. Док гледа снимљени снимак авионске несреће, Гејл Гејли примећује свог спасиоца у позадини, али се његово лице не види. Анкета осталих путника такође не даје ништа - они се сећају његовог присуства, али нико није видео његово лице, јер је било у блату. Једино што се о њему зна је ципела пронађена на лицу места. Канал 4 најављује бонус од милион долара овом човеку, и подразумева се да многи људи хрле у зграду канала. Прави херој је превише заузет својим полуправним пословима и животним проблемима, па не примећује одмах да је штампа одувала инцидент у кампању великих размера.
Током расправе у случају Ла Плант, суд одлаже рочиште због хитне поруке – „Анђео лет 104“ је пронађен! Испоставило се да је Џон Бабер, исти бескућник коме је Барни све испричао и оставио ципелу, одлучио да глуми управо овог хероја. Али само из простог разлога што му је новац заиста потребан. Гејл Гејли од свог имагинарног спасиоца чини правог хероја Америке, примером доброте и самопожртвовања, који је ризиковао свој живот за животе других људи које није познавао. Затим, све дубље проучавајући Баберову биографију, сазнаје да је он био учесник рата у Вијетнаму, спасао многе другове, али није могао да добије награду, јер у близини није било ниједног официра који би могао да посведочи о овом подвигу. Проводећи све више времена са Џоном, Гејл се заљубљује у њега.
„Херој” је смештен у луксузној хотелској соби, где га чекају бројни поклони захвалних путника. Јован постаје народни херој који чини добра дела и инспирише обичне људе да их чине. Међутим, и поред свега овога, он све више почиње да схвата да сва ова слава и признање не припадају њему. Истовремено, Бернард упада у озбиљне невоље због Гејлине торбице пронађене у његовом стану. Предстоји му још један мандат.
До краја филма, Џон, не могавши да поднесе чињеницу да га сви сматрају „херојем“ за подвиг који није остварио, пење се на ивицу вишеспратнице и спрема се да скочи. Нико не зна мотиве његовог чина, осим Бернија, који ипак успева да дође до Џона и поново ризикује живот, такође се попевши на платформу, да га убеди да не почини глупост.
На крају, Гејл препознаје Бернија као човека који јој је спасао живот и искрено јој захваљује. Међутим, херој је и даље Џон Бабер, који је, како се касније испоставило, пристао да новац да Бернију.
Иронија филма је у томе што Ла Плант, пошто је цео живот био преварант, чини за себе потпуно нетипичан подвиг, а заузврат не добија ништа осим нове патње. Истовремено, Џон Бабер, пристојан и племенит човек, значајно исправља своје послове само злочиначким имитирањем другог, иако га убрзо почиње да мучи кајање.
Посебно треба истаћи дијалог између Барнија и његовог сина у зоолошком врту, пред крај филма.

## Улоге
| Глумац            | Улога                   |
| ----------------- | ----------------------- |
| Дастин Хофман     | Бернард „Берни“ Лаплант |
| Џина Дејвис       | Гејл Гејли              |
| Енди Гарсија      | Џон Бабер               |
| Џоун Кјузак       | Ивлин Лаплант           |
| Кевин Џ. О'Конор  | Чаки                    |
| Мори Чејкин       | Винстон                 |
| Том Арнолд        | Чик                     |
| Данијел Болдвин   | Дентон                  |
| Стивен Тоболовски | Џејмс Волас             |

## Зарада
Филм је у САД зарадио 19.507.345 $.